# 謝志成 (1931年)
謝志成（1931年12月—），祖籍廣東南海，生於澳門，中國材料力學學者，清華大學教授；中國共產黨黨員，第七届、第八届全国政协委员。

## 生平
謝志成來自澳門謝利源家族，祖籍廣東南海，生於澳門。
1950年代在清华大学材料力学教研组实验室工作，從而認識因反右运动而下放到該实验室的力學專家錢偉長，後長期跟從錢偉長進行研究。專注材料力學方面的研究，後為清华大学力學工程系教授。
1980年代末至1990年代擔任第七届、第八届全国政协委员（教育界）。
清华大学航天航空学院成立後為該院教授。

## 著作
- 《材料力学》（清华大学出版社，1993年）[5]

## 備註
1. ↑  按來源網頁所附報章截圖內容。